# صون لوحات التصوير الضوئي

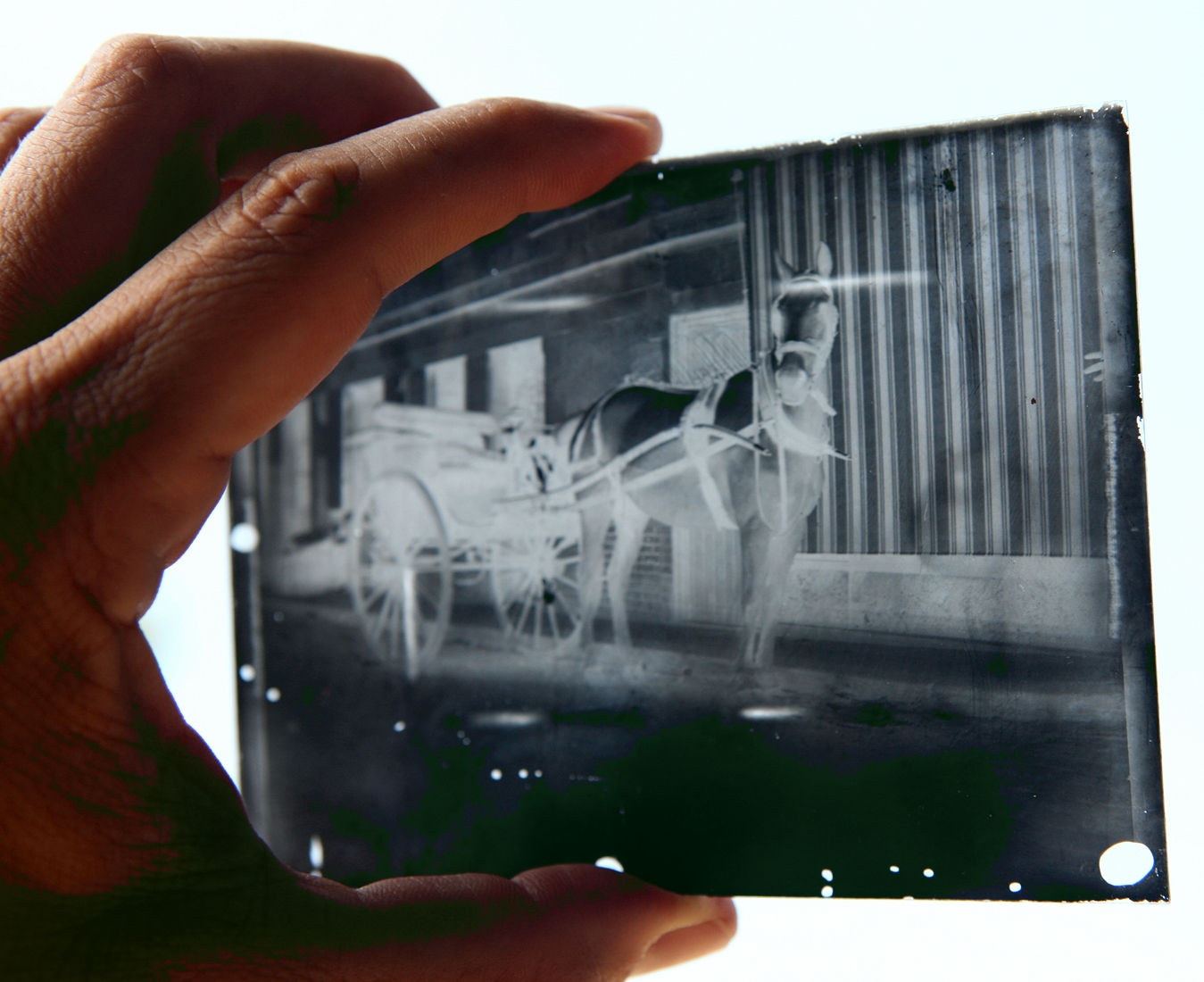

صون اللوحات الضوئية عملية العناية بلوحات التصوير والحفاظ عليها من أجل الحفاظ على موادها ومحتوياتها. ويضم التدابير الضرورية التي يمكن أن يتخذها القيمون على الترميم والمعارض ومديرو المجموعات وغيرهم من المتخصصين في المتاحف للحفاظ على المواد الفريدة لعمليات لوحات التصوير الضوئي. وتشمل هذه الممارسة فهم تكوين وعوامل تدهور لوحات التصوير، بالإضافة إلى تدابير الحفظ الوقائي والحفظ الثقافي التي يمكن اتخاذها لإطالة عمرها.